# Spilosoma lubricipeda
Spilosoma lubricipeda là một loài bướm đêm thuộc phân họ Arctiinae, họ Erebidae. Loài này phân bố chủ yếu ở châu Âu.

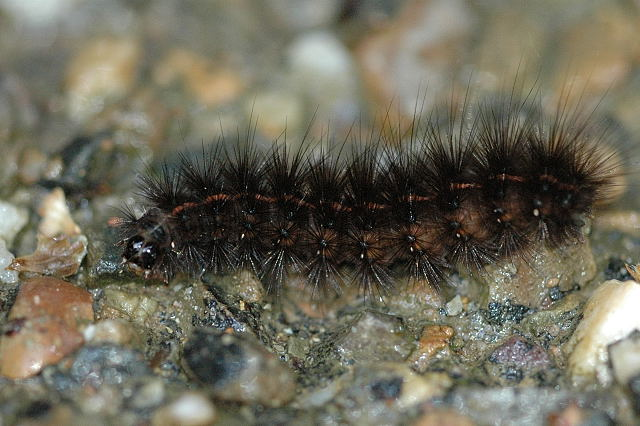
Sâu bướm

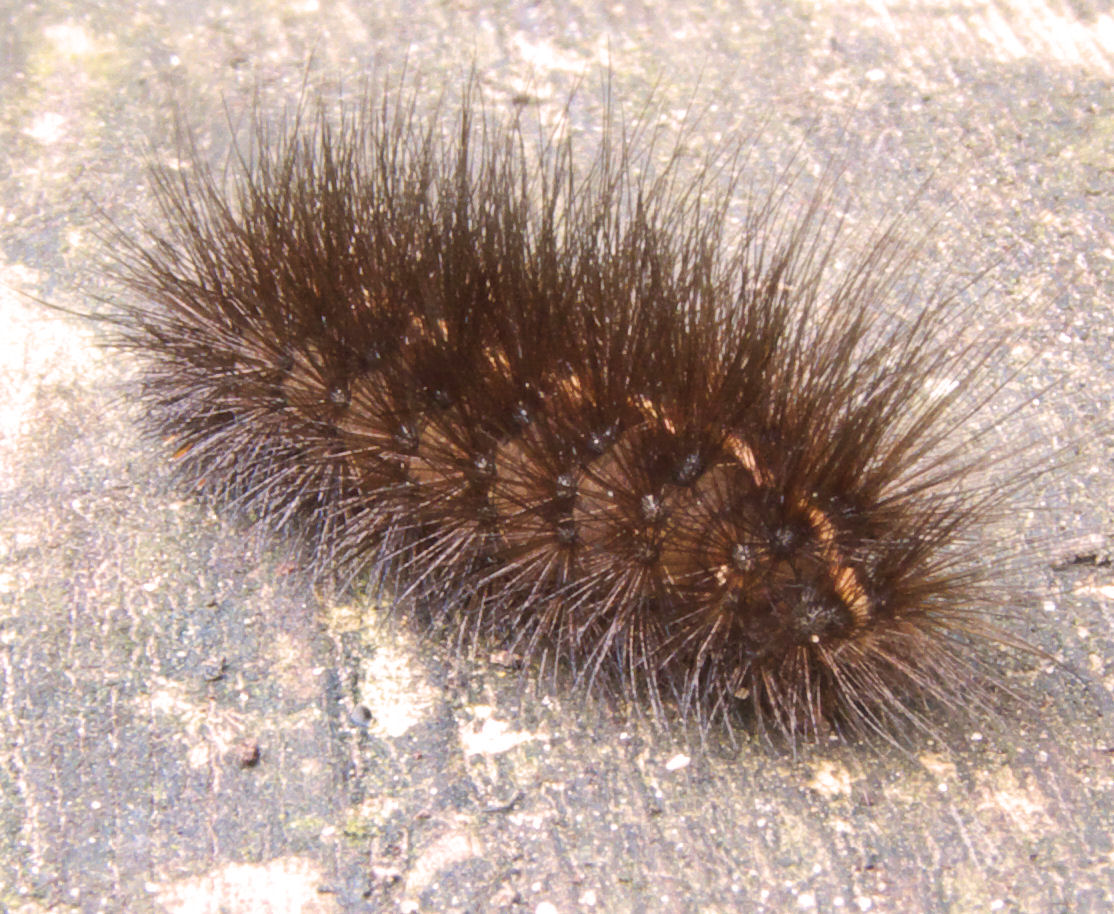

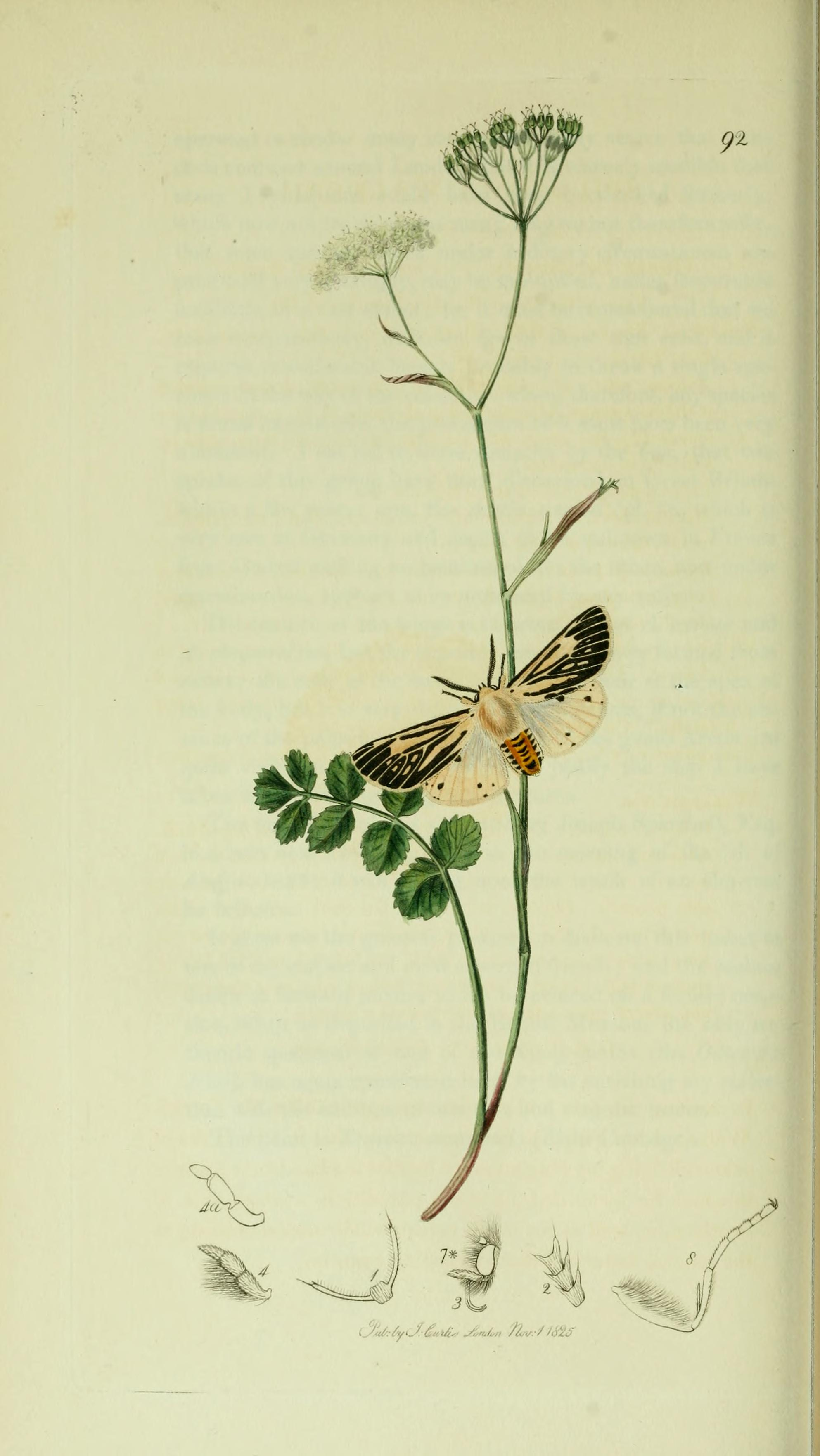
Minh họa từ John Curtis's British Entomology Volume 5

Sải cánh dài 34–48 mm. Con trưởng thành bay tháng 5 đến tháng 8 tùy theo địa điểm. Chim không ăn loài bướm này do chúng có độc tố.
Ấu trùng ăn Stinging tầm ma, Cytisus scoparius, Alfalfa, Echium vulgare và Taraxacum officinale.

## Hình ảnh

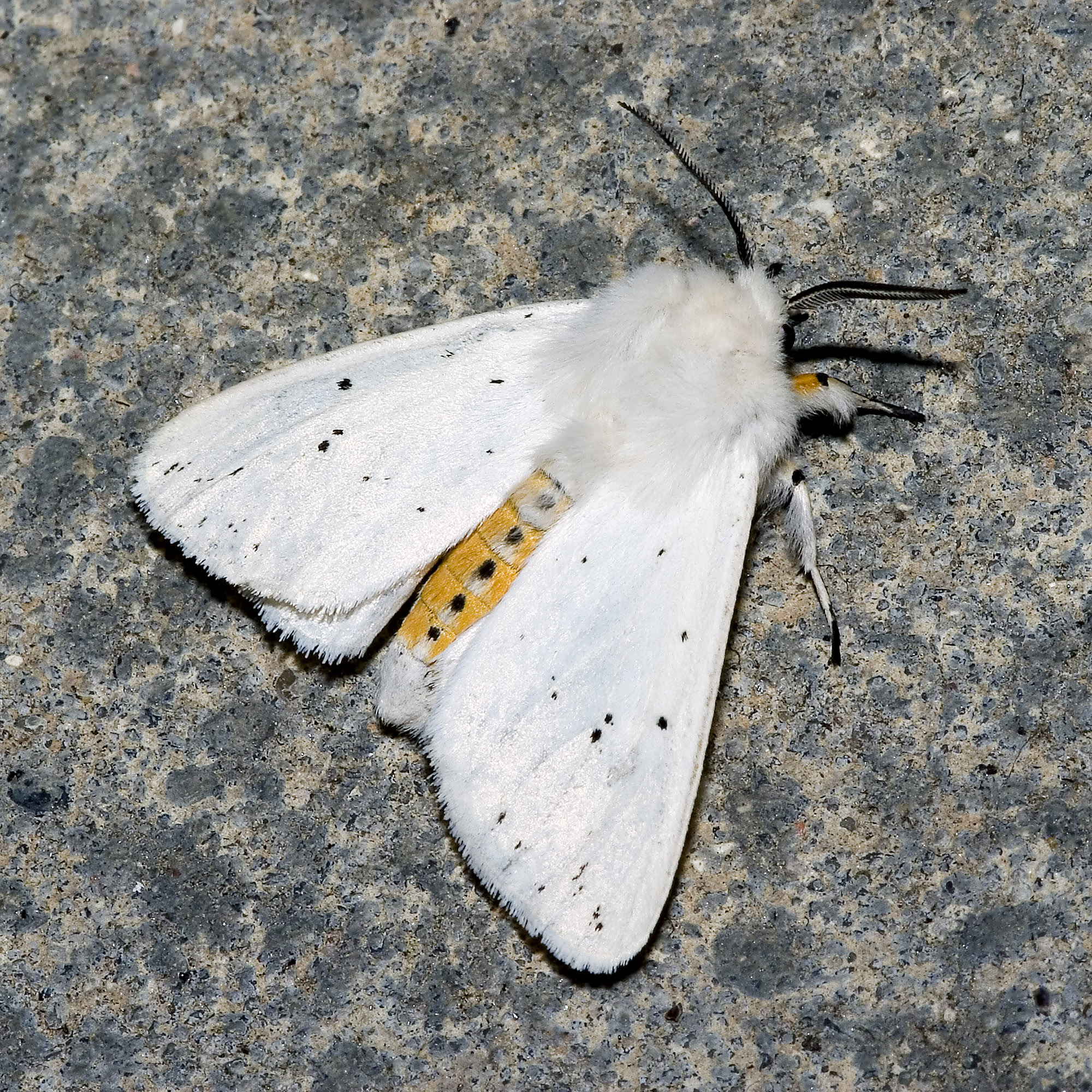
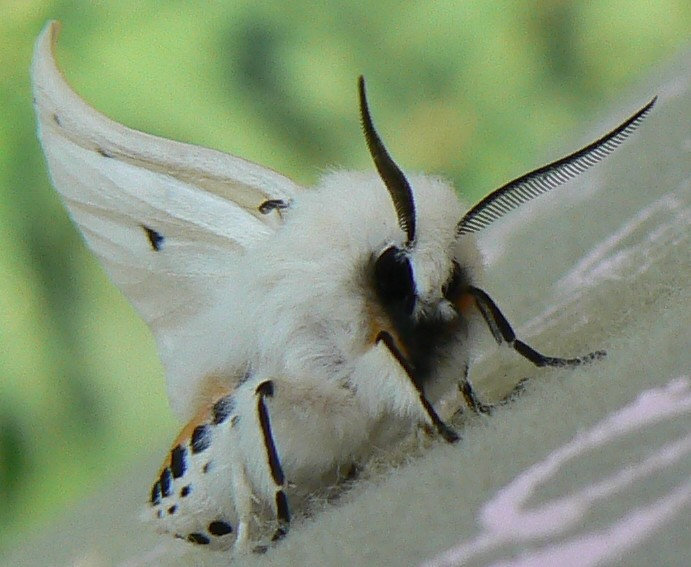
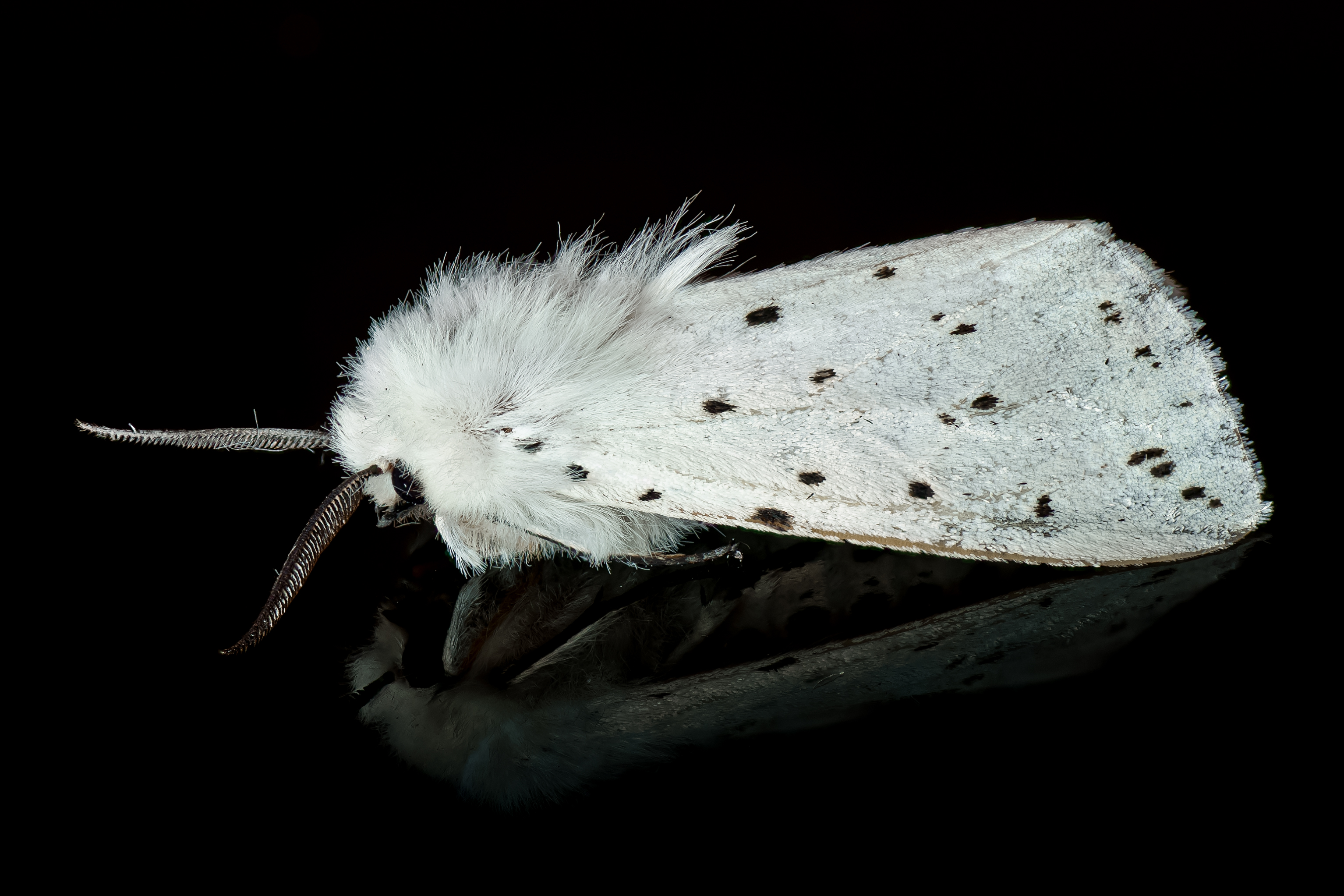
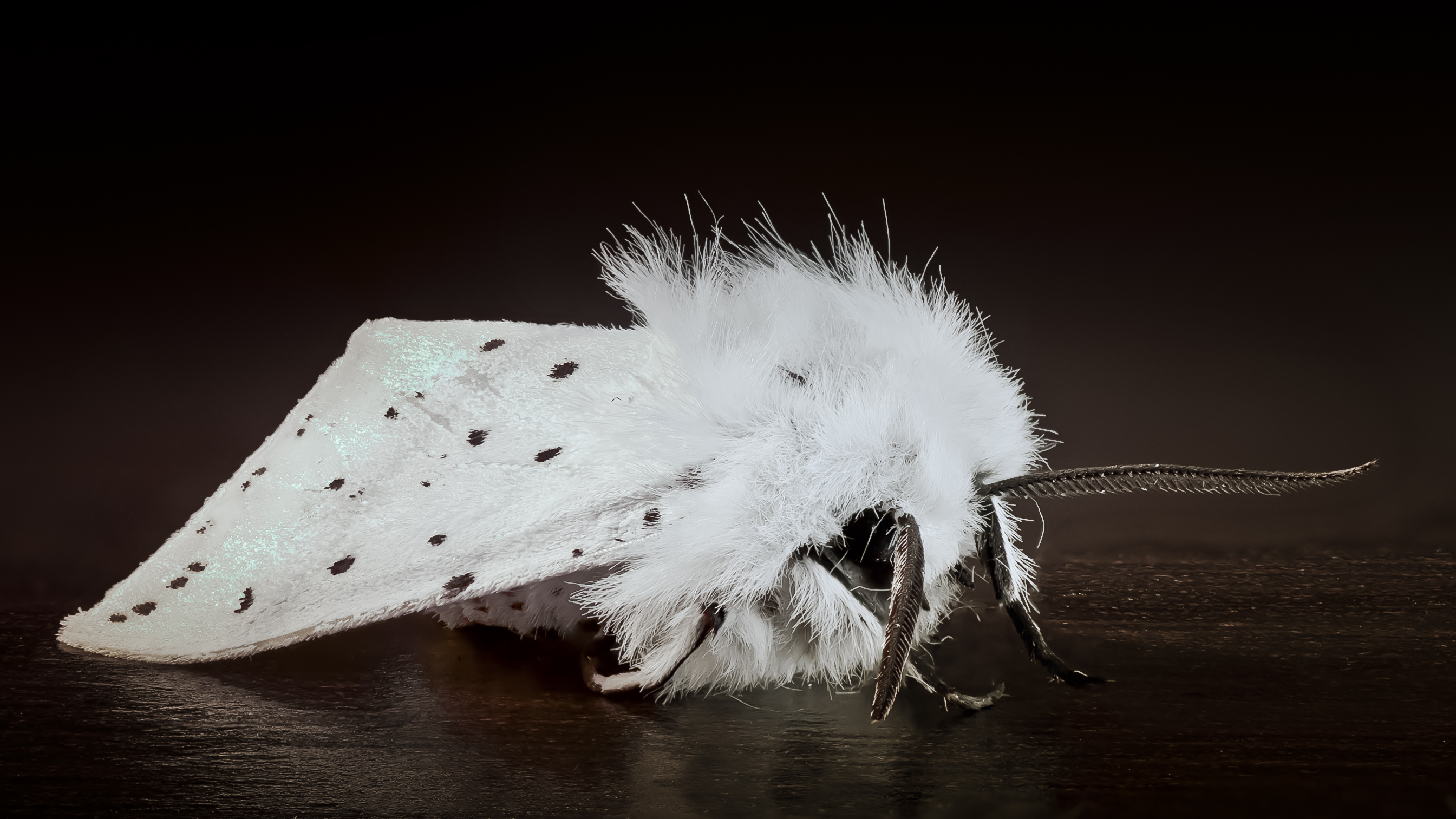